# Мегафон
Мегафон је преносиви уређај у облику дуже цеви за говор с отвором у облику звона. Служи за појачање звука у жељеном правцу.
Микрофон је обично интерни, али неки звучници имају посебни, ручни микрофон. Посебни микрофон се обично појављује код мегафона са снагом већом од 20 W. Користи у различитим врстама догађаја за која није могуће користити озвучење или је то компликовано. Мегафон се широко употребљава због своје добре преносивости и једноставности употребе.

## Историја
Мегафон је првобитно, пре појаве електронике, прављен од једноставног издуженог левка. Најужи део је прилагођен величини устију, што је омогућавало да се глас природно појача.
Не зна се тачно ко је проналазач мегафона, пошто се први уређај сличан мегафону везује за два имена, Самуела Морланда и Атанасијуса Кирчера. Морланд у раду који је објавио 1655. године писао је о експериментисањима са различитим роговима и о најуспешнијој варијанти. 20 година пре, Кирчер је описао уређај који се може користити и за радио-дифузију и као појачавач звука.
Термин мегафон је по први пут употребио Томас Едисон 200 година касније. 1878. године конструисао уређај сличан труби за појачање звука који би користио глувим и наглувим особама.
Од шездесетих година прошлог века, акустични мегафони су замењени електричним мегафонима, иако јефтине и лаке акустичне мегафоне још увек користе спортски навијачи и навијачице или спасиоци на базенима и плажама, где влага може да оштети електронику на електричним мегафонима.

## Акустични мегафон
Акустични мегафон има једноставну конструкцију. Не садржи никакав електронски уређај за појачање звука. Звук се појачава у зависности од облика и врсте материјала, као и усмерења самог мегафона. Акустични мегафон има облик купе са отвором на мањем крају који се држи непосредно испред устију говорника. Звук пролази кроз тело мегафона и излази на ширем крају купе. На телу мегафона се налази дршка којом је једноставно и лако једном руком померити мегафон у жељен положај. Акустични мегафони су направљени од комбинације материјала, употребљавају се метални делови, комбинације пластике и метала, чак и разне врсте дрвних влакана.
Акустични мегафон појачава звук на два начина:
- усклађује акустични отпор гласа и ваздуха, тј. звука из гласних жица са струјање ваздухa
- усмерава звучне таласе у жељеном смеру

## Електрични мегафон
Мегафон је постао ефикаснији за употребу применом електронске технологије. Иако је знатно тежи од акустичног, електрични мегафон може знатно више да појача звук, чак преко 90 децибела. Схема унутар електричног уређаја омогућава корисницима да подесе јачину звука и модулацију гласа помоћу тастатуре или сета прекидача који се налазе са бочне стране уређаја.
Електрични мегафон је електрични ручни разглас који појачава звук (људски глас) користећи електричну енергију. Састоји се од:
- микрофона који конвертује звучне таласе у електрични аудио сигнал,
- појачавача који појачава интензитет аудио сигнала користећи батерију као извор енергије
- звучник који пребацује поново пребацује аудио сигнал у звучни талас

У данашње време се електронски мегафон чешће користи, посебно на политичким и другим кампањама, протестима, радним акцијама.

## Занимљивости
- Мегафони осим своје практичне вредности, као и све врсте разгласа, имају и социјални фактор. Мегафони су допринели промоцији права жена и њиховом равноправнијем месту у друштву. У Америци, двадесетих година прошлог века у догађајима попут Националне Републичке и Демократске Конвенције, када су разгласи постајали све популарнији, жене су користиле мегафоне и остала технолошка појачала звука током позивања на гласања и мегафон је постао један од препознатљивих знакова оваквих дешавања.[5]

- Акустични мегафон представља клишеирани симбол режисера, иако савремени режисери већ користе и електричне мегафоне Деценијама режисери користе мегафоне да комуницирају са глумцима и екипом на већим поставкама када има пуно људи и тешко је споразумети се без појачала. Први ко је користио мегафон за ту намену био је режисер Цецил Демил, који је режирао библијске филмове као што су Десет заповести и Краљ краљева. Многи његови филмови су били библијски, снимани су на отвореном, а укључивали су стотине глумаца и велику сниматељску екипу.[6]